# Stati Uniti Centrali del Sud
Stati Uniti Centrali del Sud (in inglese South Central United States) è una regione degli Stati Uniti d'America.
La regione è costituita dagli Stati centrali del sud-ovest, con l'aggiunta di Kansas, Mississippi, Missouri e del Nuovo Messico.

## Composizione
- Stati centrali del sud-ovest
  -  Arkansas
  -  Louisiana
  -  Oklahoma
  -  Texas
- Kansas
- Mississippi
- Missouri
- Nuovo Messico